# Københavns Len
Københavns Len var et len på Sjælland knyttet til Københavns Slot. Det bestod af Smørum, Ølstykke og Sokkelund Herred og til at begynde med også Stevns Herred.
I 1661 blev lenet omdannet til Københavns Amt.

## Lensmænd
- ...1429... Eske Jensen Brock
- ...1455... Johan Oxe
- 1510-1514 Eske Bille
- 1514-1517 Torben Oxe
- 1517-1519 Jacob Tidemand
- 1519-1520 Roluf Madsen van Leveren
- 1520-1522 Hans Mikkelsen
- 1522-1523 Henrik Gøye
- 1525-1525 Movritz Jepsen Sparre
- 1525-1534 Johan Jørgensen Urne
- 1535-1536 Gabriel Gyldenstjerne
- 1536-1538 Iver Krabbe
- 1538-1556 Peder Godske
- 1556-1560 Poul Huitfeldt
- 1560-1561 Mogens Gyldenstjerne
- 1561-1562 Herluf Trolle
- 1562-1564 Frans Brockenhuus
- 1564-1566 Jens Trudsen Ulfstand
- 1566-1572 Bjørn Andersen
- 1572-1575 Morten Venstermand
- 1575-1585 Christen Vind
- 1585-1585 Christoffer Rosengaard
- 1588-1595 Ditlev Holck
- 1595-1597 Carl Bryske
- 1597-1599 Børge Trolle
- 1599-1602 Knud Rud
- 1602-1608 Laurids Ebbesen Udsen
- 1608-1614 Jørgen Kaas
- 1614-1615 Christian Friis
- 1615-1620 Cai Rantzau
- 1620-1624 Christian Friis
- 1624-1629 Mogens Kaas
- 1629-1632 Mogens Sehested
- 1632-1634 Joachim Beck
- 1634-1641 Niels Trolle
- 1641-1646 Niels Vind
- 1646-1651 Oluf Brockenhuus
- 1651-1655 Axel Urup
- 1655-1658 Frans Brockenhuus
- 1658-1661 Kristoffer von Körbitz